# Leopold Lichtwitz
Leopold Lichtwitz (né le 9 décembre 1876 à Ohlau, mort le 16 mars 1943 à Nouvelle-Rochelle) est un médecin interniste allemand.

## Biographie
Leopold est le fils du docteur Jakob Lichtwitz. Il étudie la médecine et la chimie dans les universités de Breslau, Munich, Fribourg et Leipzig. En 1901, il obtient son doctorat. Dans sa thèse, il traite des possibilités de l'influence de la résorption de la graisse dans l'intestin grêle avec l'aide de l'huile de moutarde (de). En 1908, il reçoit son habilitation à l'université de Göttingen.
Deux ans plus tard, Lichtwitz prend la direction de la polyclinique à Göttingen. En 1916, il arrive à l'hôpital de Hambourg-Altona pour diriger le service de médecine interne, puis deviendra le directeur. En 1931, il prend la tête de l'hôpital Rudolf Virchow à Berlin. Après l'arrivée des nazis au pouvoir, il est licencié en raison de ses origines juives et émigre aux États-Unis. L'hôpital Montefiore à New York le nomme chef du département de médecine interne. Il est aussi professeur de médecine à l'université Columbia.
Le principal objet des recherches de Leopold Lichtwitz est la chimie des colloïdes et la pathologie. Son écrit Pathologie der Funktionen und Regulationen lui vaut de faire partie des auteurs interdits pendant la période du national-socialisme.
La Société allemande de médecine interne (de) délivre une médaille Leopold-Lichtwitz chaque année.

## Source de la traduction
- (de) Cet article est partiellement ou en totalité issu de l’article de Wikipédia en allemand intitulé « Leopold Lichtwitz » (voir la liste des auteurs).